# 翠藍眼蛺蝶
翠藍眼蛺蝶（學名：Junonia orithya），又名翠藍眼蛺蝶、藍地蝶、孔雀青蛺蝶、孔雀紋青挾蝶、青擬蛺蝶、藍美目蛺蝶，是眼蛺蝶屬的一種蝴蝶。

## 描述
中型蛺蝶，雌雄二型性明顯。雄蝶觸角白色，末端略膨大，雌蝶則為黑褐色。頭部黑褐，前額灰白，口器褐色，下唇鬚背面褐色、腹面乳白。胸背為褐色，腹面乳白；腹部背面黑褐，腹面乳白。足部乳白色，雄蝶前足跗節癒合、刺狀，雌蝶則分節、有刺。
前翅長24-30 mm，外型近三角形，前緣弧形，外緣於M1脈末端突出，後緣直；後翅圓形，外緣波狀。翅背面底色黑褐，沿外緣有白色線紋。前翅M1與CuA1室各具眼狀斑，並有近翅頂的白斑與橙色細帶，後翅M1與CuA1室也具眼紋，眼斑前方者雄蝶較小、雌蝶較大。雄蝶後翅覆有金屬光澤的深藍或藍紫色鱗片，雌蝶則無或僅見於外側，斑紋較多且鮮明。
翅腹面底色乳白至淺黃褐，具深色帶紋與斑點。前翅中央有橙色條紋與白色斑，後翅外側有波狀線與鏤空紋，翅脈末端褐色。緣毛呈白與暗褐色相間。

## 分佈
廣泛分佈於非洲、東洋區及澳洲區的熱帶地區，以及日本南部島嶼。
臺灣分布於本島低海拔地區及多個離島。

## 棲地
棲息於明亮的常綠闊葉林邊緣、荒地、草地、海岸林、公園及校園，一年可繁殖多代。成蟲飛行快速，常低飛近地面，喜愛訪花；幼蟲則以爵床科、車前草科和馬鞭草科植物為食，如爵床、車前草、天使花與鴨舌癀。

## 图片

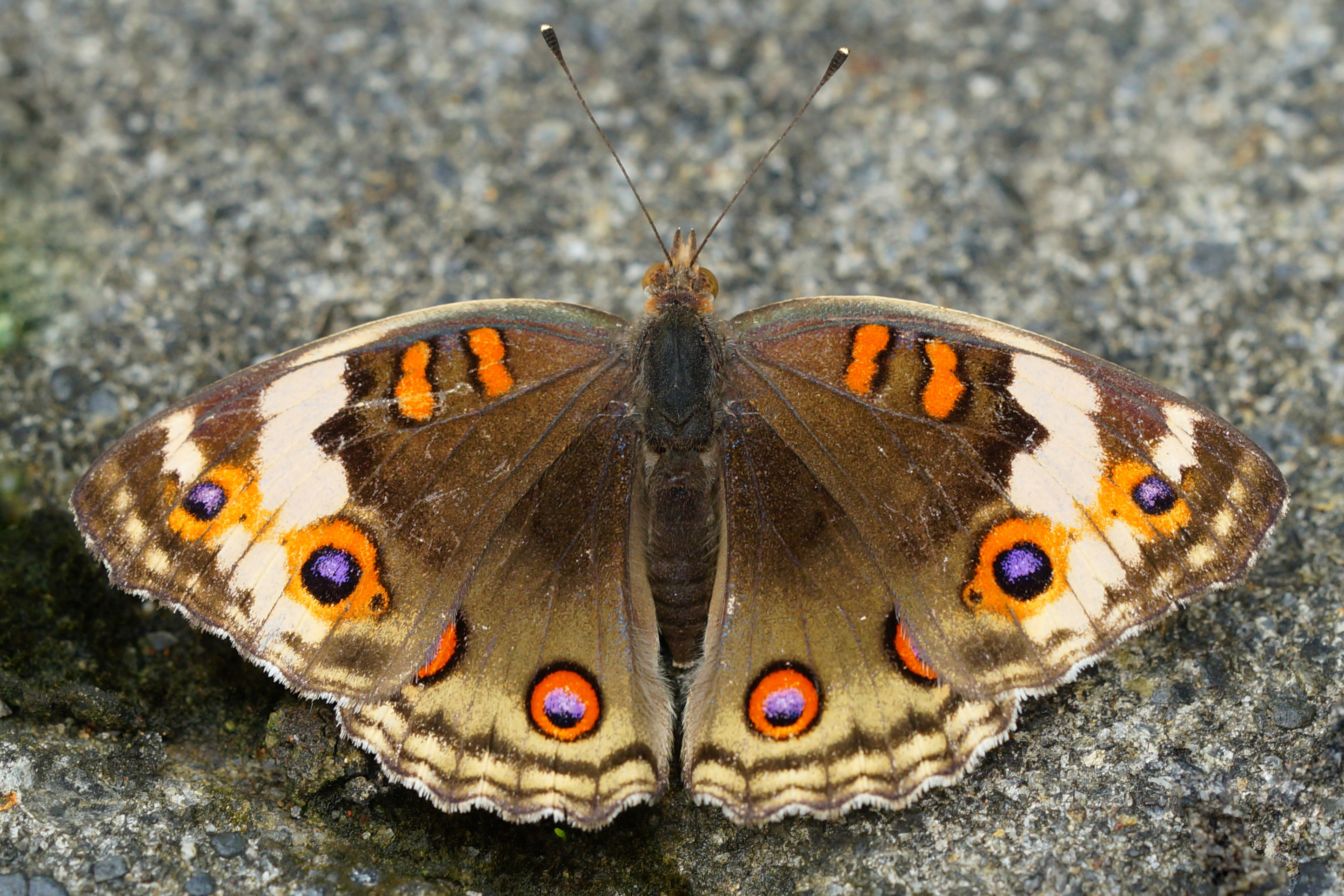
雌蝶背面
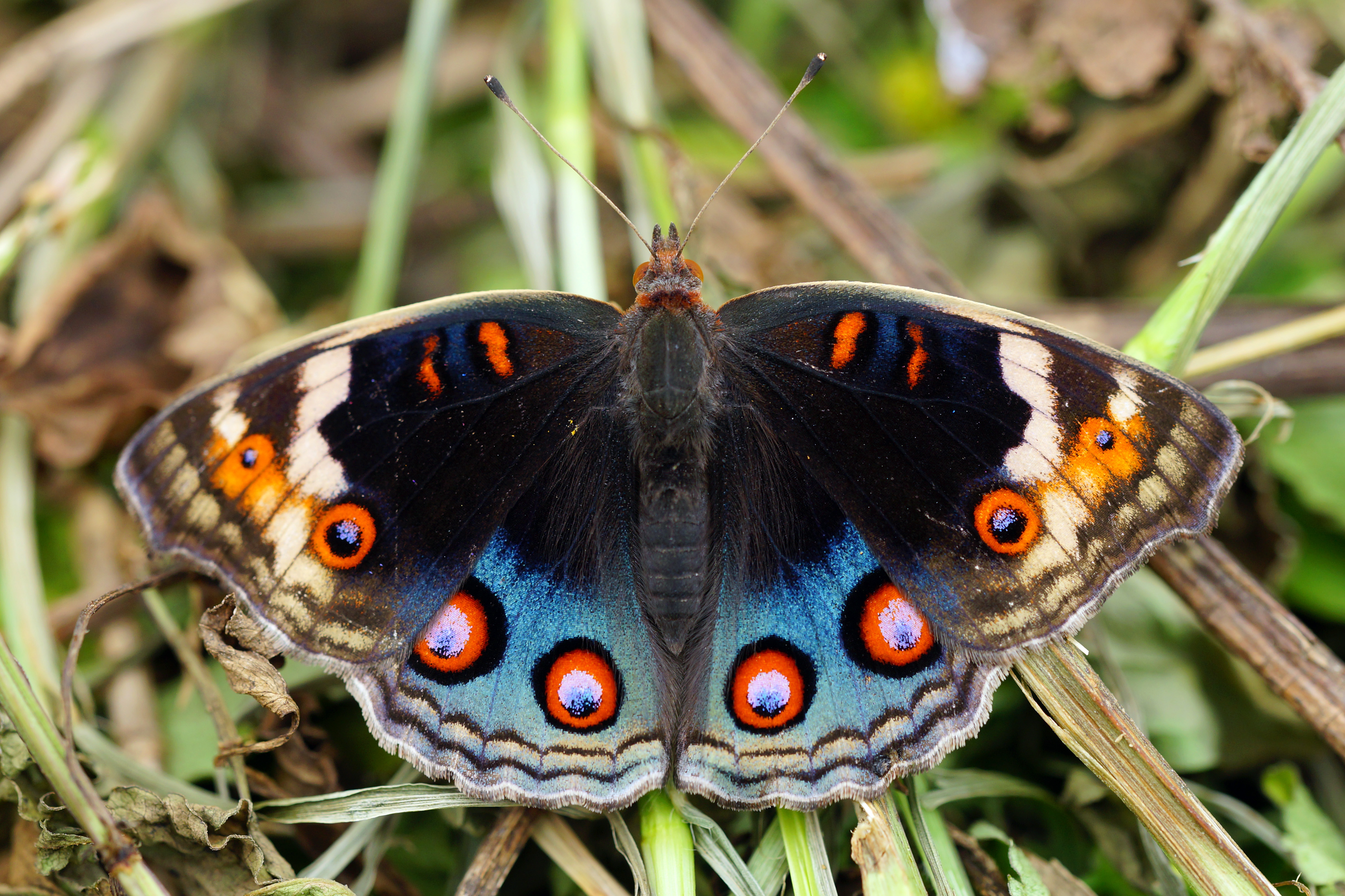
藍斑發達的雌蝶
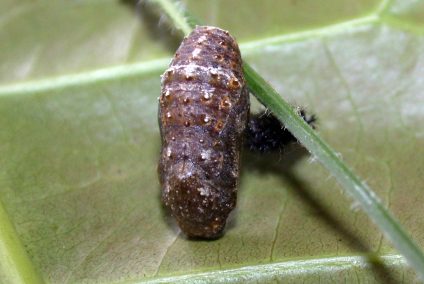
蛹
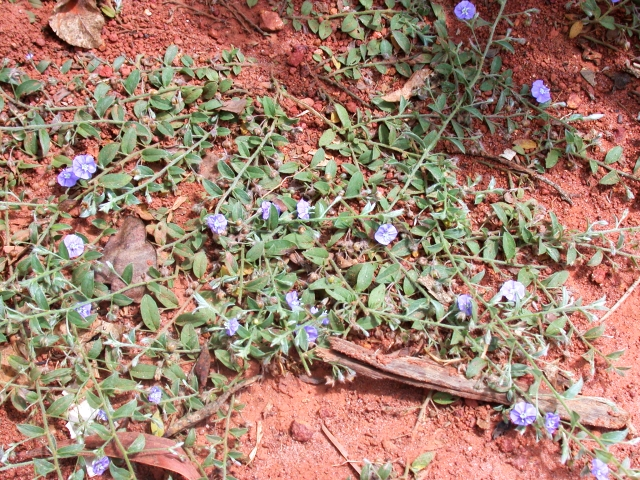
食草：爵床科植物